# Jesper Brugge
Jesper Brugge (2 de agosto de 1975) es un deportista sueco que compitió en esquí acrobático. Ganó una medalla de plata en el Campeonato Mundial de Esquí Acrobático de 2007, en la prueba de campo a través.

## Medallero internacional
| Campeonato Mundial | Campeonato Mundial | Campeonato Mundial | Campeonato Mundial |
| Año                | Lugar              | Medalla            | Competición        |
| ------------------ | ------------------ | ------------------ | ------------------ |
| 2005               | Ruka (Finlandia)   | Medalla de plata   | Campo a través     |